# 2022-es Formula–1 belga nagydíj
A belga nagydíj a 2022-es Formula–1 világbajnokság tizennegyedik futama volt, amelyet 2022. augusztus 26. és augusztus 28. között rendeztek meg a Circuit de Spa-Francorchamps versenypályán, Spában.

## Választható keverékek
| Abroncs              | Friss | Használt |
| -------------------- | ----- | -------- |
| Kemény keverék (C2)  |       |          |
| Közepes keverék (C3) |       |          |
| Lágy keverék (C4)    |       |          |
| Átmeneti esőgumi (I) |       |          |
| Teljes esőgumi (W)   |       |          |

## Szabadedzések

### Első szabadedzés
A belga nagydíj első szabadedzését augusztus 26-án, pénteken délután tartották, magyar idő szerint 14:00-tól.
| helyezés | versenyző        | csapat/motor          | elért idő  | különbség | futott kör |
| -------- | ---------------- | --------------------- | ---------- | --------- | ---------- |
| 1        | Carlos Sainz Jr. | Ferrari               | 1:46,538   | −         | 16         |
| 2        | Charles Leclerc  | Ferrari               | 1:46,607   | +0,069    | 16         |
| 3        | Max Verstappen   | Red Bull-RBPT         | 1:46,755   | +0,217    | 10         |
| 4        | George Russell   | Mercedes              | 1:47,396   | +0,858    | 13         |
| 5        | Lance Stroll     | Aston Martin-Mercedes | 1:47,437   | +0,899    | 13         |
| 6        | Alexander Albon  | Williams-Mercedes     | 1:47,835   | +1,297    | 15         |
| 7        | Daniel Ricciardo | McLaren-Mercedes      | 1:48,081   | +1,543    | 14         |
| 8        | Cunoda Júki      | AlphaTauri-RBPT       | 1:48,310   | +1,772    | 17         |
| 9        | Lewis Hamilton   | Mercedes              | 1:48,420   | +1,882    | 10         |
| 10       | Sergio Pérez     | Red Bull-RBPT         | 1:48,474   | +1,936    | 13         |
| 11       | Nicholas Latifi  | Williams-Mercedes     | 1:48,485   | +1,947    | 13         |
| 12       | Csou Kuan-jü     | Alfa Romeo-Ferrari    | 1:48,672   | +2,134    | 16         |
| 13       | Lando Norris     | McLaren-Mercedes      | 1:49,470   | +2,932    | 15         |
| 14       | Fernando Alonso  | Alpine-Renault        | 1:49.664   | +3,126    | 17         |
| 15       | Sebastian Vettel | Aston Martin-Mercedes | 1:49.813   | +3,275    | 12         |
| 16       | Esteban Ocon     | Alpine-Renault        | 1:50,315   | +3,777    | 5          |
| 17       | Kevin Magnussen  | Haas-Ferrari          | 1:50,982   | +4,444    | 9          |
| 18       | Mick Schumacher  | Haas-Ferrari          | 1:51,259   | +4,721    | 15         |
| 19       | Liam Lawson      | AlphaTauri-RBPT       | 1:52,065   | +5,527    | 14         |
| 20       | Valtteri Bottas  | Alfa Romeo-Ferrari    | idő nélkül |           | 2          |

### Második szabadedzés
A belga nagydíj második szabadedzését augusztus 26-án, pénteken délután tartották, magyar idő szerint 17:00-tól.
| helyezés | versenyző        | csapat/motor          | elért idő | különbség | futott kör |
| -------- | ---------------- | --------------------- | --------- | --------- | ---------- |
| 1        | Max Verstappen   | Red Bull-RBPT         | 1:45,507  | −         | 20         |
| 2        | Charles Leclerc  | Ferrari               | 1:46,369  | +0,862    | 21         |
| 3        | Lando Norris     | McLaren-Mercedes      | 1:46,589  | +1,082    | 17         |
| 4        | Lance Stroll     | Aston Martin-Mercedes | 1:46,635  | +1,128    | 16         |
| 5        | Carlos Sainz Jr. | Ferrari               | 1:46,649  | +1,142    | 20         |
| 6        | Lewis Hamilton   | Mercedes              | 1:46,893  | +1,386    | 18         |
| 7        | Fernando Alonso  | Alpine-Renault        | 1:46,975  | +1,468    | 19         |
| 8        | George Russell   | Mercedes              | 1:47,042  | +1,535    | 22         |
| 9        | Daniel Ricciardo | McLaren-Mercedes      | 1:47,255  | +1,748    | 18         |
| 10       | Sergio Pérez     | Red Bull-RBPT         | 1:47,346  | +1,839    | 15         |
| 11       | Alexander Albon  | Williams-Mercedes     | 1:47,520  | +2,013    | 15         |
| 12       | Csou Kuan-jü     | Alfa Romeo-Ferrari    | 1:47,617  | +2,110    | 21         |
| 13       | Cunoda Júki      | AlphaTauri-RBPT       | 1:47,658  | +2,151    | 16         |
| 14       | Pierre Gasly     | AlphaTauri-RBPT       | 1:47,782  | +2,275    | 19         |
| 15       | Sebastian Vettel | Aston Martin-Mercedes | 1:47.867  | +2,360    | 19         |
| 16       | Esteban Ocon     | Alpine-Renault        | 1:47,944  | +2,437    | 21         |
| 17       | Kevin Magnussen  | Haas-Ferrari          | 1:48,208  | +2,701    | 19         |
| 18       | Valtteri Bottas  | Alfa Romeo-Ferrari    | 1:48,419  | +2,912    | 21         |
| 19       | Nicholas Latifi  | Williams-Mercedes     | 1:48,612  | +3,015    | 14         |
| 20       | Mick Schumacher  | Haas-Ferrari          | 1:49,941  | +4,334    | 23         |

### Harmadik szabadedzés
A belga nagydíj harmadik szabadedzését augusztus 27-én, szombaton délután tartották, magyar idő szerint 13:00-tól.
| helyezés | versenyző        | csapat/motor          | elért idő | különbség | futott kör |
| -------- | ---------------- | --------------------- | --------- | --------- | ---------- |
| 1        | Sergio Pérez     | Red Bull-RBPT         | 1:45,047  | −         | 19         |
| 2        | Max Verstappen   | Red Bull-RBPT         | 1:45,184  | +0,137    | 19         |
| 3        | Carlos Sainz Jr. | Ferrari               | 1:45,824  | +0,777    | 13         |
| 4        | Lando Norris     | McLaren-Mercedes      | 1:45,965  | +0,918    | 20         |
| 5        | Fernando Alonso  | Alpine-Renault        | 1:46,061  | +1,014    | 16         |
| 6        | George Russell   | Mercedes              | 1:46,071  | +1,024    | 19         |
| 7        | Charles Leclerc  | Ferrari               | 1:46,120  | +1,073    | 12         |
| 8        | Sebastian Vettel | Aston Martin-Mercedes | 1:46,166  | +1,119    | 18         |
| 9        | Esteban Ocon     | Alpine-Renault        | 1:46,601  | +1,554    | 24         |
| 10       | Pierre Gasly     | AlphaTauri-RBPT       | 1:46,604  | +1,557    | 19         |
| 11       | Daniel Ricciardo | McLaren-Mercedes      | 1:46,646  | +1,599    | 18         |
| 12       | Lewis Hamilton   | Mercedes              | 1:46,769  | +1,722    | 20         |
| 13       | Nicholas Latifi  | Williams-Mercedes     | 1:46,811  | +1,764    | 20         |
| 14       | Alexander Albon  | Williams-Mercedes     | 1:46,836  | +1,789    | 20         |
| 15       | Valtteri Bottas  | Alfa Romeo-Ferrari    | 1:46,881  | +1,834    | 20         |
| 16       | Lance Stroll     | Aston Martin-Mercedes | 1:46,975  | +1,928    | 16         |
| 17       | Kevin Magnussen  | Haas-Ferrari          | 1:46,982  | +1,935    | 14         |
| 18       | Cunoda Júki      | AlphaTauri-RBPT       | 1:47,035  | +1,988    | 23         |
| 19       | Csou Kuan-jü     | Alfa Romeo-Ferrari    | 1:47,089  | +2,042    | 20         |
| 20       | Mick Schumacher  | Haas-Ferrari          | 1:52,494  | +7,447    | 6          |

## Időmérő edzés
A belga nagydíj időmérő edzését augusztus 27-én, szombat délután tartották, magyar idő szerint 16:00-tól.
| helyezés              | rajtszám | versenyző        | csapat/motor          | 1. rész  | 2. rész  | 3. rész  | rajthely   | futott kör |
| --------------------- | -------- | ---------------- | --------------------- | -------- | -------- | -------- | ---------- | ---------- |
| 1                     | 1        | Max Verstappen   | Red Bull-RBPT         | 1:44,581 | 1:44,723 | 1:43,665 | 14[a]      | 9          |
| 2                     | 55       | Carlos Sainz Jr. | Ferrari               | 1:45,050 | 1:45,418 | 1:44,297 | 1          | 14         |
| 3                     | 11       | Sergio Pérez     | Red Bull-RBPT         | 1:45,377 | 1:44,794 | 1:44,462 | 2          | 12         |
| 4                     | 16       | Charles Leclerc  | Ferrari               | 1:45,572 | 1:44,551 | 1:44,553 | 15[b]      | 14         |
| 5                     | 31       | Esteban Ocon     | Alpine-Renault        | 1:46,039 | 1:45,475 | 1:45,180 | 16[c]      | 15         |
| 6                     | 14       | Fernando Alonso  | Alpine-Renault        | 1:46,075 | 1:45,552 | 1:45,368 | 3          | 16         |
| 7                     | 44       | Lewis Hamilton   | Mercedes              | 1:45,736 | 1:45,420 | 1:45,503 | 4          | 20         |
| 8                     | 63       | George Russell   | Mercedes              | 1:45,650 | 1:45,461 | 1:45,776 | 5          | 20         |
| 9                     | 23       | Alexander Albon  | Williams-Mercedes     | 1:45,672 | 1:45,675 | 1:45,837 | 6          | 18         |
| 10                    | 4        | Lando Norris     | McLaren-Mercedes      | 1:45,745 | 1:45,603 | 1:46,178 | 17[d]      | 14         |
| 11                    | 3        | Daniel Ricciardo | McLaren-Mercedes      | 1:46,212 | 1:45,767 |          | 7          | 19         |
| 12                    | 10       | Pierre Gasly     | AlphaTauri-RBPT       | 1:46,183 | 1:45,827 |          | 8          | 12         |
| 13                    | 24       | Csou Kuan-jü     | Alfa Romeo-Ferrari    | 1:46,178 | 1:46,085 |          | 18[e]      | 12         |
| 14                    | 18       | Lance Stroll     | Aston Martin-Mercedes | 1:46,256 | 1:46,611 |          | 9          | 12         |
| 15                    | 47       | Mick Schumacher  | Haas-Ferrari          | 1:46,342 | 1:47,718 |          | 19[f]      | 13         |
| 16                    | 5        | Sebastian Vettel | Aston Martin-Mercedes | 1:46,344 |          |          | 10         | 6          |
| 17                    | 6        | Nicholas Latifi  | Williams-Mercedes     | 1:46,401 |          |          | 11         | 7          |
| 18                    | 20       | Kevin Magnussen  | Haas-Ferrari          | 1:46,557 |          |          | 12         | 6          |
| 19                    | 22       | Cunoda Júki      | AlphaTauri-RBPT       | 1:46,692 |          |          | boxutca[g] | 6          |
| 20                    | 77       | Valtteri Bottas  | Alfa Romeo-Ferrari    | 1:47,866 |          |          | 13[h]      | 5          |
| 107%-os idő: 1:51,901 |          |                  |                       |          |          |          |            |            |

Megjegyzések:
- ↑ a:  — Max Verstappen autójában több motorkomponenst is kicseréltek, ezzel azonban túllépte a szezonra vonatkozó maximális darabszámot, így a rajtrács leghátsó helyére sorolták vissza.[3] Öt rajthelyes büntetést is kapott váltókomponensek cseréje miatt.[3]
- ↑ b:  — Charles Leclerc autójában több motorkomponenst is kicseréltek, ezzel azonban túllépte a szezonra vonatkozó maximális darabszámot, így a rajtrács leghátsó helyére sorolták vissza. Tíz rajthelyes büntetést is kapott váltókomponensek cseréje miatt.[3]
- ↑ c:  — Esteban Ocon autójában több motorkomponenst is kicseréltek, ezzel azonban túllépte a szezonra vonatkozó maximális darabszámot, így a rajtrács leghátsó helyére sorolták vissza.[3]
- ↑ d:  — Lando Norris autójában több motorkomponenst is kicseréltek, ezzel azonban túllépte a szezonra vonatkozó maximális darabszámot, így a rajtrács leghátsó helyére sorolták vissza.[3]
- ↑ e:  — Csou Kuan-jü Tíz rajthelyes büntetést kapott váltókomponensek cseréje miatt, amivel azonban túllépte a szezonra vonatkozó maximális darabszámot, így a rajtrács leghátsó helyére sorolták vissza.[3]
- ↑ f:  — Mick Schumacher Tíz-Tíz rajthelyes büntetést kapott motor -és a váltókomponensek cseréje miatt, ezzel azonban túllépte a szezonra vonatkozó maximális darabszámot, így a rajtrács leghátsó helyére sorolták vissza.[3]
- ↑ g:  — Cunoda Júki eredetileg tizenharmadik lett, de a versenyt a rajtrács hátuljáról kellett kezdenie, mert több motorkomponenst is kicseréltek, ezzel azonban túllépte a szezonra vonatkozó maximális darabszámot, így a rajtrács leghátsó helyére sorolták vissza. A technikai delegált engedélye nélkül hajtották végre további cseréket, ezért a bokszutcából kellett indulnia.[3]
- ↑ h:  — Valtteri Bottas Húsz rajthelyes büntetést kapott motor -és a váltókomponensek cseréje miatt, ezzel azonban túllépte a szezonra vonatkozó maximális darabszámot, így a rajtrács leghátsó helyére sorolták vissza.[3]

## Futam
A belga nagydíj augusztus 28-án, vasárnap rajtolt el, magyar idő szerint 15:00-kor.
| helyezés | rajtszám | versenyző        | csapat/motor          | futott kör | idő/kiesés oka   | rajthely   | pont  |
| -------- | -------- | ---------------- | --------------------- | ---------- | ---------------- | ---------- | ----- |
| 1        | 1        | Max Verstappen   | Red Bull-RBPT         | 44         | 1:25:52,894      | 14         | 26[a] |
| 2        | 11       | Sergio Pérez     | Red Bull-RBPT         | 44         | +17,841          | 2          | 18    |
| 3        | 55       | Carlos Sainz Jr. | Ferrari               | 44         | +26,886          | 1          | 15    |
| 4        | 63       | George Russell   | Mercedes              | 44         | +29,140          | 5          | 12    |
| 5        | 14       | Fernando Alonso  | Alpine-Renault        | 44         | +1:13,256        | 3          | 10    |
| 6        | 16       | Charles Leclerc  | Ferrari               | 44         | +1:14,936[b]     | 15         | 8     |
| 7        | 31       | Esteban Ocon     | Alpine-Renault        | 44         | +1:15,640        | 16         | 6     |
| 8        | 5        | Sebastian Vettel | Aston Martin-Mercedes | 44         | +1:18,107        | 10         | 4     |
| 9        | 10       | Pierre Gasly     | AlphaTauri-RBPT       | 44         | +1:32,181        | boxutca[c] | 2     |
| 10       | 23       | Alexander Albon  | Williams-Mercedes     | 44         | +1:41,900        | 6          | 1     |
| 11       | 18       | Lance Stroll     | Aston Martin-Mercedes | 44         | +1:43,078        | 9          |       |
| 12       | 4        | Lando Norris     | McLaren-Mercedes      | 44         | +1:44,739        | 17         |       |
| 13       | 22       | Cunoda Júki      | AlphaTauri-RBPT       | 44         | +1:45,217        | boxutca    |       |
| 14       | 24       | Csou Kuan-jü     | Alfa Romeo-Ferrari    | 44         | +1:46,252        | 18         |       |
| 15       | 3        | Daniel Ricciardo | McLaren-Mercedes      | 44         | +1:47,163        | 7          |       |
| 16       | 20       | Kevin Magnussen  | Haas-Ferrari          | 43         | +1 kör           | 12         |       |
| 17       | 47       | Mick Schumacher  | Haas-Ferrari          | 43         | +1 kör           | 19         |       |
| 18       | 6        | Nicholas Latifi  | Williams-Mercedes     | 43         | +1 kör           | 11         |       |
| Ki       | 77       | Valtteri Bottas  | Alfa Romeo-Ferrari    | 1          | baleset          | 13         |       |
| Ki       | 44       | Lewis Hamilton   | Mercedes              | 0          | baleseti sérülés | 4          |       |

Megjegyzések:
- ↑ a:  Max Verstappen a helyezéséért járó pontok mellett a versenyben futott leggyorsabb körért további 1 pontot szerzett.
- ↑ b:  Charles Leclerc eredetileg az 5. helyen végzett, de 5 másodperces időbüntetést kapott, a boxutcában való gyorshajtásért.[4]
- ↑ c:  Pierre Gasly 8. helyen kvalifikálta magát, de elektronikai probléma miatt a boxutcából kezdte a versenyt. A helye a rácson üresen maradt.

## A világbajnokság állása a verseny után
| H   | Versenyzők       | Pont | H   | Konstruktőrök         | Pont |
| --- | ---------------- | ---- | --- | --------------------- | ---- |
| 1.  | Max Verstappen   | 284  | 1.  | Red Bull-RBPT         | 475  |
| 2.  | Sergio Pérez     | 191  | 2.  | Ferrari               | 357  |
| 3.  | Charles Leclerc  | 186  | 3.  | Mercedes              | 316  |
| 4.  | Carlos Sainz Jr. | 171  | 4.  | Alpine-Renault        | 115  |
| 5.  | George Russell   | 170  | 5.  | McLaren-Mercedes      | 95   |
| 6.  | Lewis Hamilton   | 146  | 6.  | Alfa Romeo-Ferrari    | 51   |
| 7.  | Lando Norris     | 76   | 7.  | Haas-Ferrari          | 34   |
| 8.  | Esteban Ocon     | 64   | 8.  | AlphaTauri-RBPT       | 29   |
| 9.  | Fernando Alonso  | 51   | 9.  | Aston Martin-Mercedes | 24   |
| 10. | Valtteri Bottas  | 46   | 10. | Williams-Mercedes     | 4    |

(A teljes táblázat)

## Statisztikák
- Vezető helyen:
  - Carlos Sainz Jr.: 12 kör (1-10 és 16-17)
  - Sergio Pérez: 1 kör (11)
  - Max Verstappen: 31 kör (12-15 és 18-44)
- Carlos Sainz Jr. 2. pole-pozíciója.
- Max Verstappen 29. futamgyőzelme és 20. versenyben futott leggyorsabb köre.
- A Red Bull Racing 85. futamgyőzelme.
- Max Verstappen 71., Sergio Pérez 22., Carlos Sainz Jr. 13. dobogós helyezése.
- Pierre Gasly 100. nagydíja.[5]